# Corozal (okrug)
Corozal je jedan od šest okruga u Belizeu. 

## Zemljopis
Okrug se nalazi na sjeveru zemlje na granici s Meksikom, prostire se na 1.860 km², te je najmanji belizejski okrug. Središte okruga u gradu Corozal Townu. Susjedni belizejski okruzi su Orange Walk na jugozapadu te Belize na jugoistoku. Otok Ambergris Caye iako je zemljopisno bliži Corozalu pripada distriktu Belize.

### Naselja
Naselja u distriktu su: Buena Vista, Calcutta, Caledonia, Carolina, Chan Chen, Chunox, Concepcion, Consejo, Copper Bank, Cristo Rey, Estrella, Libertad, Little Belize, Louisville, Paraiso, Patchakan, Progresso, Ranchito, San Andres, San Antonio, San Joaquin, San Narciso, San Roman, San Victor, Santa Clara, Sarteneja, Xaibe i Yo Chen.

## Demografija
Prema podacima iz 2009. godine u okrugu živi 37.300 stanovnika, dok je prosječna gustoća naseljenosti 20 stanovnika na km². Prema podacima iz 2000. godine u okrugu je živjelo 33.335 stanovnika.

## Vanjske poveznice
- Službena stranica